# Paris-Nice de 2004
A Paris-Nice de 2004, foi a edição número 62 da carreira, que esteve composta de oito etapas do 7 ao 14 março de 2004. Os ciclistas completaram um percurso de 1.305 km com saída em Chaville e chegada a Nice, na França. A carreira foi vencida pelo alemão Jörg Jaksche, da equipa Team CSC.

## Etapas
| Etapa | Data        | Percurso                | km       | Ganhador                | Líder        |
| ----- | ----------- | ----------------------- | -------- | ----------------------- | ------------ |
| 1ª    | 7 de março  | Chaville-Vanves (CRI)   | 13,2 km  | Jörg Jaksche            | Jörg Jaksche |
| 2ª    | 8 de março  | Chaville-Montargis      | 166,5 km | Pedro Horrillo          | Jörg Jaksche |
| 3ª    | 9 de março  | La Chapelle-Roanne      | 229 km   | Léon van Bon            | Jörg Jaksche |
| 4ª    | 10 de março | Roanne-Le Puy-en-Velay  | 179 km   | Etapa anulada pela neve |              |
| 5ª    | 11 de março | Le Puy-en-Velay-Rasteau | 215 km   | Aleksandr Vinokúrov     | Jörg Jaksche |
| 6ª    | 12 de março | Rasteau-Gap             | 173,5 km | Denis Menchov           | Jörg Jaksche |
| 7ª    | 13 de março | Digne-les-Bains-Cannes  | 185,5 km | Aleksandr Vinokúrov     | Jörg Jaksche |
| 8ª    | 14 de março | Nice-Nice               | 144 km   | Aleksandr Vinokúrov     | Jörg Jaksche |

## Detalhes das etapas

### 1ª etapaː 7 março:Chaville–Vanves(CRI), 13.2 km
|   | Ciclista        | Equipa       | Tempo  |
| - | --------------- | ------------ | ------ |
| 1 | Jörg Jaksche    | Team CSC     | 17'19" |
| 2 | Davide Rebellin | Gerolsteiner | + 4"   |
| 3 | Erik Dekker     | Rabobank     | m.t.   |

| Pos. | Corredor        | Equipa       | Tempo  |
| ---- | --------------- | ------------ | ------ |
| 1    | Jörg Jaksche    | Team CSC     | 17'19" |
| 2    | Davide Rebellin | Gerolsteiner | + 4"   |
| 3    | Erik Dekker     | Rabobank     | m.t.   |

### 2ª etapaː 8 março:Chaville–Montargis, 166.5 km
|   | Ciclista        | Equipa       | Tempo     |
| - | --------------- | ------------ | --------- |
| 1 | Pedro Horrillo  | Quickstep    | 3h 47'55" |
| 2 | Beat Zberg      | Gerolsteiner | m.t.      |
| 3 | Michele Bartoli | Team CSC     | s.t.      |

| Pos. | Corredor        | Equipa       | Tempo     |
| ---- | --------------- | ------------ | --------- |
| 1    | Jörg Jaksche    | Team CSC     | 4h 05'12" |
| 2    | Davide Rebellin | Gerolsteiner | + 6"      |
| 3    | Bobby Julich    | Team CSC     | + 18"     |

### 3ª etapaː 9 março:La Chapelle-Saint-Ursin–Roanne, 227.5 km
|   | Ciclista       | Equipa       | Tempo     |
| - | -------------- | ------------ | --------- |
| 1 | Léon van Bon   | Lotto-Domo   | 5h 38'18" |
| 2 | Thomas Ziegler | Gerolsteiner | m.t.      |
| 3 | Tom Boonen     | Quickstep    | + 25"     |

| Pos. | Corredor        | Equipa       | Tempo     |
| ---- | --------------- | ------------ | --------- |
| 1    | Jörg Jaksche    | Team CSC     | 9h 43'55" |
| 2    | Davide Rebellin | Gerolsteiner | + 6"      |
| 3    | Bobby Julich    | Team CSC     | + 18"     |

### 4ª etapaː 10 março:Roanne–Le Puy-en-Velay, 179 km
Etapa cancelada por fortes nevadas.

### 5ª etapaː 11 março:Le Puy-en-Velay–Rasteau, 215 km
|   | Ciclista             | Equipa   | Tempo     |
| - | -------------------- | -------- | --------- |
| 1 | Alexander Vinokourov | T-Mobile | 5h 06'15" |
| 2 | Jörg Jaksche         | Team CSC | + 4"      |
| 3 | Michele Bartoli      | Team CSC | s.t.      |

| Pos. | Corredor        | Equipa       | Tempo      |
| ---- | --------------- | ------------ | ---------- |
| 1    | Jörg Jaksche    | Team CSC     | 15h 50'08" |
| 2    | Davide Rebellin | Gerolsteiner | + 10"      |
| 3    | Bobby Julich    | Team CSC     | + 25"      |

### 6ª etapaː 12 março:Rasteau–Gap, 173.5 km
|   | Ciclista       | Equipa                | Tempo     |
| - | -------------- | --------------------- | --------- |
| 1 | Denis Menchov  | Illes Balears-Banesto | 4h 52'22" |
| 2 | Samuel Sánchez | Euskaltel-Euskadi     | m.t.      |
| 3 | Floyd Landis   | US Postal Service     | m.t.      |

| Pos. | Corredor        | Equipa       | Tempo      |
| ---- | --------------- | ------------ | ---------- |
| 1    | Jörg Jaksche    | Team CSC     | 19h 42'49" |
| 2    | Davide Rebellin | Gerolsteiner | + 14"      |
| 3    | Bobby Julich    | Team CSC     | + 42"      |

### 7ª etapaː 13 março:Digne-les-Bains–Cannes, 185.5 km
|   | Ciclista             | Equipa        | Tempo     |
| - | -------------------- | ------------- | --------- |
| 1 | Alexander Vinokourov | T-Mobile      | 4h 39'02" |
| 2 | Kim Kirchen          | Fassa Bortolo | + 18      |
| 3 | Jens Voigt           | Team CSC      | m.t.      |

| Pos. | Corredor        | Equipa       | Tempo      |
| ---- | --------------- | ------------ | ---------- |
| 1    | Jörg Jaksche    | Team CSC     | 24h 22'08" |
| 2    | Davide Rebellin | Gerolsteiner | + 15"      |
| 3    | Bobby Julich    | Team CSC     | + 43"      |

### 8ª etapaː 14 março:Nice>Nice– 148km
|   | Ciclista             | Equipa                | Tempo     |
| - | -------------------- | --------------------- | --------- |
| 1 | Alexander Vinokourov | T-Mobile              | 3h 35'43" |
| 2 | Denis Menchov        | Illes Balears-Banesto | m.t.      |
| 3 | Torsten Hiekmann     | T-Mobile              | + 1'37"   |

| Pos. | Corredor        | Equipa       | Tempo      |
| ---- | --------------- | ------------ | ---------- |
| 1    | Jörg Jaksche    | Team CSC     | 28h 00'01" |
| 2    | Davide Rebellin | Gerolsteiner | + 15"      |
| 3    | Bobby Julich    | Team CSC     | + 43"      |

## Evolução das classificações
| Etapa                 | Vencedor              | Classificação geral | Classificação por pontos | Classificação da montanha | Classificação dos jovens | Classificação por equipas |
| --------------------- | --------------------- | ------------------- | ------------------------ | ------------------------- | ------------------------ | ------------------------- |
| 1                     | Jörg Jaksche          | Jörg Jaksche        | Jörg Jaksche             | Não alocada               | Alberto Contador         | CSC                       |
| 2                     | Pedro Horrillo        | Jörg Jaksche        | Davide Rebellin          | Raivis Belohvoščiks       | Michael Rogers           | CSC                       |
| 3                     | Léon van Bon          | Jörg Jaksche        | Jens Voigt               | Thomas Ziegler            | Michael Rogers           | CSC                       |
| 4                     | Annulada              | Jörg Jaksche        | Jens Voigt               | Thomas Ziegler            | Michael Rogers           | CSC                       |
| 5                     | Alexandre Vinokourov  | Jörg Jaksche        | Davide Rebellin          | Thomas Ziegler            | Michael Rogers           | CSC                       |
| 6                     | Denis Menchov         | Jörg Jaksche        | Jörg Jaksche             | Aitor Osa                 | Michael Rogers           | CSC                       |
| 7                     | Alexandre Vinokourov  | Jörg Jaksche        | Davide Rebellin          | Aitor Osa                 | Michael Rogers           | CSC                       |
| 8                     | Alexandre Vinokourov  | Jörg Jaksche        | Davide Rebellin          | Aitor Osa                 | Michael Rogers           | CSC                       |
| Classificações finais | Classificações finais | Jörg Jaksche        | Davide Rebellin          | Aitor Osa                 | Michael Rogers           | CSC                       |

## Classificações finais

### Classificação geral
| Posição | Ciclista            | Equipa        | Tempo       |
| ------- | ------------------- | ------------- | ----------- |
|         | Jörg Jaksche        | Team CSC      | 28h 00' 01" |
| 2       | Davide Rebellin     | Gerolsteiner  | + 15"       |
| 3       | Bobby Julich        | Team CSC      | + 43"       |
| 4       | Jens Voigt          | Team CSC      | s.t.        |
| 5       | George Hincapie     | US Postal     | + 46"       |
| 6       | Frank Vandenbroucke | Fassa Bortolo | + 57"       |
| 7       | Óscar Pereiro       | Phonak        | + 1'01"     |
| 8       | Michael Rogers      | Quick Step    | + 1'09"     |
| 9       | Fränk Schleck       | Team CSC      | + 1'36"     |
| 10      | José Azevedo        | US Postal     | + 1'46"     |

### Classificação da montanha
| Posição | Ciclista        | Equipa                | Pontos |
| ------- | --------------- | --------------------- | ------ |
|         | Aitor Osa       | Illes Balears-Banesto | 82     |
| 2       | Erik Dekker     | Rabobank              | 30     |
| 3       | David Moncoutié | Cofidis               | 28     |

### Classificação dos pontos
| Posição | Ciclista             | Equipa       | Pontos |
| ------- | -------------------- | ------------ | ------ |
|         | Davide Rebellin      | Gerolsteiner | 96     |
| 2       | Jens Voigt           | Team CSC     | 85     |
| 3       | Alexander Vinokourov | T-Mobile     | 80     |

### Classificação dos jovens
| Posição | Ciclista         | Equipa                 | Tempo     |
| ------- | ---------------- | ---------------------- | --------- |
|         | Michael Rogers   | Quick Step-Davitamon   | 28h01'10" |
| 2       | Fränk Schleck    | Team CSC               | a 27"     |
| 3       | Sylvain Chavanel | Brioches La Boulangère | a 3'26"   |

### Classificação por equipas
| Pos. | Equipa               | Tempo     |
| ---- | -------------------- | --------- |
| 1    | Team CSC             | 84h01'53" |
| 2    | US Postal            | a 1'20"   |
| 3    | Quick Step-Davitamon | a 7'03"   |